# William Grove

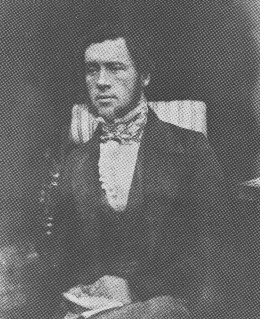
William Robert Grove

William Robert Grove (Swansea, 11 juli 1811 – Londen, 1 augustus 1896) was een Brits jurist en natuurwetenschapper. Grove is samen met de Zwitser Christian Friedrich Schönbein bekend als de "vader van brandstofcel".

## Levensloop
William Grove, geboren in Wales, was het enige kind van John Grove – een magistraat en plaatsvervangend gouverneur van Glamorgan – en diens echtgenote Anne Bevan. Hij kreeg aanvankelijk privéonderwijs voordat hij naar het Brasenose College in Oxford ging en rechten studeerde aan Lincoln's Inn. In 1835 trad hij toe tot de orde van advocaten. In 1837 huwde hij Emma Maria Powles, met wie hij zes kinderen kreeg.
Van 1840 tot 1847 was Grove hoogleraar natuurkunde aan het London Institution. In zijn essay "On the Correlation of Physical Forces" (1846) formuleerde hij het principe van het behoud van energie een jaar eerder dan dat de Duitse natuurkundige Hermann von Helmholtz dit zou doen in zijn beroemde schrijven "Über die Erhaltung der Kraft".
Zijn wetenschappelijke carrière leidde er na 1853 toe dat hij zich ging bezighouden met octrooien en vergelijkbare rechten. Grove werd in 1871 aangesteld als advocaat en rechter voor administratiefrechtelijke zaken (Court of Common Pleas). In 1872 werd hij geridderd. Na zijn pensionering in 1887 hervatte hij zijn wetenschappelijke studies.

## Wetenschap

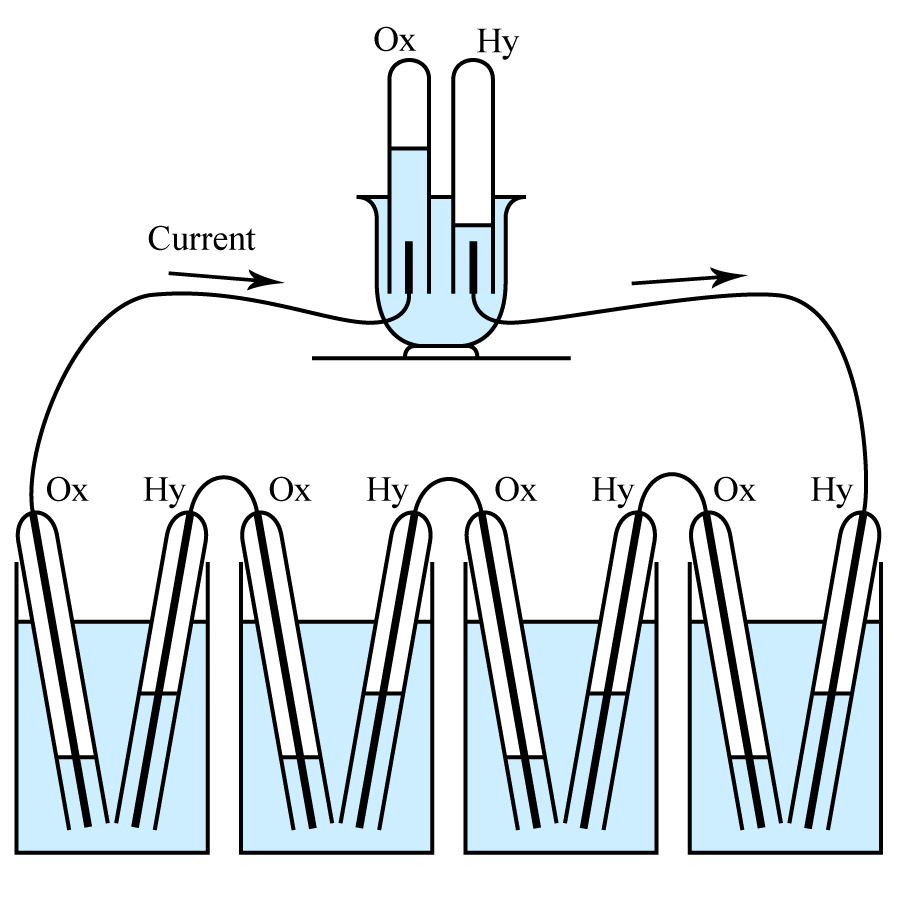
Grove's brandstofcel

Zijn wetenschappelijke carrière begon eind jaren dertig toen hij zijn galvanisch element ontwikkelde, een verbeterde versie van het daniell-element. Zijn element bestond uit een zinken en een platina elektrode, in twee verschillende zuren van elkaar gescheiden door een poreuze pot. In 1839 stelde hij zijn uitvinding tentoon op de Académie des Sciences in Parijs en later datzelfde jaar bij de British Association for the Advancement of Science. Hier trok de uitvinding de aandacht van Michael Faraday. Op diens uitnodiging presenteerde Grove zijn element op 13 maart 1840 aan het prestigieuze Royal Institution.
In 1839 ontwikkelde Grove zijn tweede element, een gaseous voltaic battery, die gezien wordt als de voorloper van de moderne brandstofcel. Rond deze tijd was reeds bekend dat water gesplitst kon worden in de elementen waterstof en zuurstof door er een elektrische stroom doorheen te sturen. Grove beschrijft een experiment waarin twee platina strips zijn geplaatst in een oplossing van verdund zwavelzuur; de ene strip staat daarbij in contact met waterstofgas, de andere met zuurstofgas. Hij ontdekte dat er dan een elektrische stroom tussen beide strips loopt. De term "brandstofcel" werd pas in 1889 gebruikt door Ludwig Mond en Charles Langer, toen ze een praktisch toestel bouwden werkend op lucht en steenkoolgas.